# Fuero de Baylío

Mapa con los municipios sobre los que se aplica el Fuero de Baylío, en la provincia de Badajoz y en Ceuta.

El Fuero de Baylío es una costumbre que rige en determinados pueblos de Extremadura y en la ciudad autónoma de Ceuta, y que afecta al régimen económico matrimonial, en virtud de la cual se comunican (se hacen comunes) todos los bienes aportados por los contrayentes y en la posterior partición por la mitad al liquidarse la sociedad conyugal, como consecuencia de la separación, divorcio o muerte de uno de los cónyuges. 
Este Fuero establece un régimen económico matrimonial que queda muy expresivamente definido con la popular frase de “lo mío es tuyo y lo tuyo mío”. 
Muy gráficamente decía el torero Lagartijo, cuando enviudó y su suegro le reclamaba como herencia la mitad del patrimonio obtenido tanto antes como durante el matrimonio como lidiador de toros: “no sabía que yo desde el ruedo y mi suegro desde el tendido toreábamos al alimón”.

## Origen
Es probable que en la primera mitad del siglo XIII (bajo el reinado de Fernando III) un baylío de Jerez de los Caballeros, autoridad puesta por el Orden del Temple, autorizase la costumbre de casarse bajo el régimen de comunidad universal,[cita requerida] es decir, compartiendo a medias todo el caudal de ambos cónyuges; pero este documento denominado "Fuero de Baylío", no se ha encontrado en ningún archivo, lo cual ha provocado diversidad de conjeturas sobre su origen histórico.[cita requerida]
No obstante, se estima[¿por quién?] que este “Baylío” no tenía autoridad suficiente para conceder u otorgar el Fuero, sino que su concesión debió responder a una decisión tomada en Capítulo General de la Orden en conexión con la Corona.[cita requerida]
Según una opinión,[¿por quién?] este Fuero procede de la Carta De Á Metade, de Portugal, y fue Don Alfonso Téllez, yerno del rey portugués Sancho I, que conquistó Alburquerque y concedió a sus vasallos regirse por la legislación portuguesa,[cita requerida] según la cual se producía una comunidad absoluta de todos los bienes aportados por los cónyuges al matrimonio. 
Contra esto se ha sostenido[¿por quién?] que el Fuero de Baylío es más antiguo que dicha ley y que, como institución consuetudinaria, debe verse en ella una supervivencia de Derecho primitivo de España.[cita requerida]

## Su vigencia
Publicado el Código Civil en 1889, y estableciendo su artículo 1976 que «Quedan derogados todos los cuerpos legales, usos y costumbres que constituyen el derecho civil común en todas las materias que son objeto de este Código», con la única excepción de los derechos forales mencionados en el Capítulo V del Título Preliminar, se planteó la duda entre la doctrina académica de si el Fuero de Baylío quedó derogado por esta disposición y, por tanto, sin valor ni vigencia actual, o por el contrario debía ser considerado como un derecho válido y aplicable. 
Se formularon varias opiniones al respecto:
- Los profesores Castán, Abella y otros reconocidos civilistas, consideraron que las costumbres locales de Castilla formaban parte del derecho común antiguo derogado por el referido artículo 1976, comprendiendo entre tales derechos el Fuero extremeño.[2]

- Sin embargo la opinión mayoritaria en la doctrina académica se mostró favorable a su vigencia. Así, Federico de Castro entendía que el Fuero de Baylío ha conservado su carácter foral a pesar de la cláusula derogatoria final del Código Civil, puesto que dicho precepto debía ponerse en relación con el artículo 13 del mismo, según la redacción dada por el Decreto 1836/1974 de 31 de mayo, que tras  excluir de entre las normas que tienen aplicación general y directa en toda España las relativas al régimen económico matrimonial, matiza que «en lo demás y con pleno respecto a los derechos especiales o forales de las provincias o territorios en que estén vigentes, regirá el Código Civil como derecho supletorio en defecto del que lo sea en cada una de aquellas».[3]

- Esta vigencia encuentra actualmente su respaldo en la jurisprudencia y la doctrina de la Dirección General de Seguridad Jurídica y Fe Pública. Son numerosas las sentencias que reconocen la pervivencia del Fuero de Baylío, entre ellas, destaca la del Tribunal Supremo de 8 de febrero de 1892 (referente a un matrimonio celebrado en Alconchel) y la Sentencia de la Sección Segunda de la Audiencia Provincial de Badajoz de 10 de mayo de 1993, con referencia a un matrimonio celebrado en el Valle de Santa Ana.

## Ámbito territorial
El Fuero de Baylío se aplica a las siguientes localidades[cita requerida]: Alburquerque, Atalaya, Alconchel, Burguillos del Cerro, La Codosera, Cheles, Fuentes de León, Higuera de Vargas, Jerez de los Caballeros (y por estar incluidos en su término municipal, rige también en Brovales, La Bazana y Valuengo), Oliva de la Frontera, Villanueva del Fresno. Respecto de Oliva, viene aceptándose que su práctica puede tener origen en el dominio templario de la zona, a raíz de la recuperación cristiana en la que tuvieron principal protagonismo las milicias de aquella orden. Así, en Oliva constataron la vigencia del Fuero ante el alcaide de Jerez, Blas Sánchez Moreno, Benito García Serrano y Benito Méndez Olivenza y sus aldeas de San Jorge de Alor, Santo Domingo, San Benito, San Francisco y San Rafael, Táliga, Valverde de Burguillos, Valencia del Ventoso, Valencia del Mombuey, Valle de Matamoros, Valle de Santa Ana, Zahínos. Este fuero se aplica también en la Ciudad de Ceuta.

## Ámbito personal
Según el Derecho civil español,  "El régimen económico del matrimonio será el que los cónyuges estipulen en capitulaciones matrimoniales, sin otras limitaciones que las establecidas en este Código Civil" (artículo 1315). Por tanto, a falta de una específica determinación del régimen de bienes hecha en la escritura pública de capitulaciones matrimoniales y de una expresa renuncia al Fuero, será este y no el régimen supletorio de gananciales del artículo 1316 el que vendrá a regular los matrimonios que se celebren entre aforados. 
A este respecto, es necesario distinguir entre los matrimonios celebrados con anterioridad a la reforma del Código Civil en 1990 o con posterioridad a esta. 

### Matrimonios celebrados con anterioridad a la reforma del Código Civil por la Ley 11/1990 de 15 de octubre
El apartado 2 del artículo 9 del Código Civil establecía que “las relaciones personales entre los cónyuges se regirán por su última ley nacional común durante el matrimonio, y en su defecto, por la ley nacional del marido al tiempo de la celebración”. 
El Código, pues, tomaba al varón como punto de referencia en la determinación de las normas aplicables al régimen económico matrimonial. De este modo, se regirían por el Fuero del Baylío los matrimonios contraídos dentro o fuera del territorio del Fuero por marido y mujer aforados o por mujer de vecindad civil común o de otra zona de derecho foral y marido aforado. 

### Régimen vigente tras la reforma del Código Civil
La nueva redacción del apartado citado es la siguiente:  “Los efectos del matrimonio se regularán por la ley personal común de los cónyuges al tiempo de contraerlo; en defecto de esta ley, por la ley personal o de la residencia habitual de cualquiera de ellos, elegida por ambos en documento auténtico otorgado antes de la celebración del matrimonio; a falta de esta elección, por la ley de la residencia habitual común inmediatamente posterior a la celebración y, a falta de dicha residencia, por la del lugar de celebración del matrimonio”. 
Según esto, estaremos ante matrimonios sometidos al Fuero de Baylío: 
- Si se trata de contrayentes naturales ambos de cualquiera de los pueblos incluidos en su ámbito geográfico (por ejemplo, los dos naturales de Oliva de la Frontera).

- Si sólo uno de ellos es natural de alguno de estos pueblos y pactan la sujeción al Fuero antes de la celebración del matrimonio y en escritura pública.

- Si sólo uno de ellos es natural de una población donde rija el Fuero, y no produciéndose la anterior elección, resulta estar comprendida en el ámbito de aplicación la residencia habitual común inmediatamente posterior a la celebración, y

- Si, dándose los mismos presupuestos que el apartado anterior, no existe tal residencia común y el matrimonio se celebró en cualquiera de las localidades sometidas al Fuero.

## Momento de la comunicación de bienes
No hay unanimidad de opiniones ni en la doctrina ni en las sentencias, pero la opinión generalizada, tanto de la doctrina como de la jurisprudencia (sentencia de la Audiencia provincial de Badajoz de 3 de abril de 2002), es la de que los efectos del Fuero de Baylío comienzan a la hora de la disolución del matrimonio.
Esta opinión ha sido ratificada por la sentencia de 5 de noviembre de 2015 de la Sala de lo Civil y lo Penal del Tribunal Superior de Justicia de Extremadura (Cáceres) sentencia número 2/2015, Recurso de Casación contra Sentencia N.º 246/13 fecha 11 de octubre de 2013 de la Ilma. Audiencia Provincial Badajoz Sección Segunda, en el Rollo de Apelación 271/2013, procedente del Juzgado de Primera Inst. e Instrucción Nº1 de Olivenza, Sentencia N.º 57/2013 de 6 de mayo de 2013, la misma señala la plena aplicación del fuero y por lo tanto se debe considerar la comunidad universal de bienes de los aforados casados a los efectos de la disolución de la comunidad de bienes por mitad de cada uno de ellos.